# Pasohlávky
Pasohlávky är en ort i Tjeckien.   Den ligger i distriktet Okres Brno-Venkov och regionen Södra Mähren, i den sydöstra delen av landet, 200 km sydost om huvudstaden Prag. Pasohlávky ligger 176 meter över havet och antalet invånare är 735.
Terrängen runt Pasohlávky är platt åt nordväst, men åt sydost är den kuperad.Runt Pasohlávky är det ganska tätbefolkat, med 83 invånare per kvadratkilometer. Närmaste större samhälle är Pohořelice, 8,8 km norr om Pasohlávky. Trakten runt Pasohlávky består till största delen av jordbruksmark.